# Scotopteryx tenebraria
Scotopteryx tenebraria là một loài bướm đêm trong họ Geometridae.